# Hino, Tōkyō

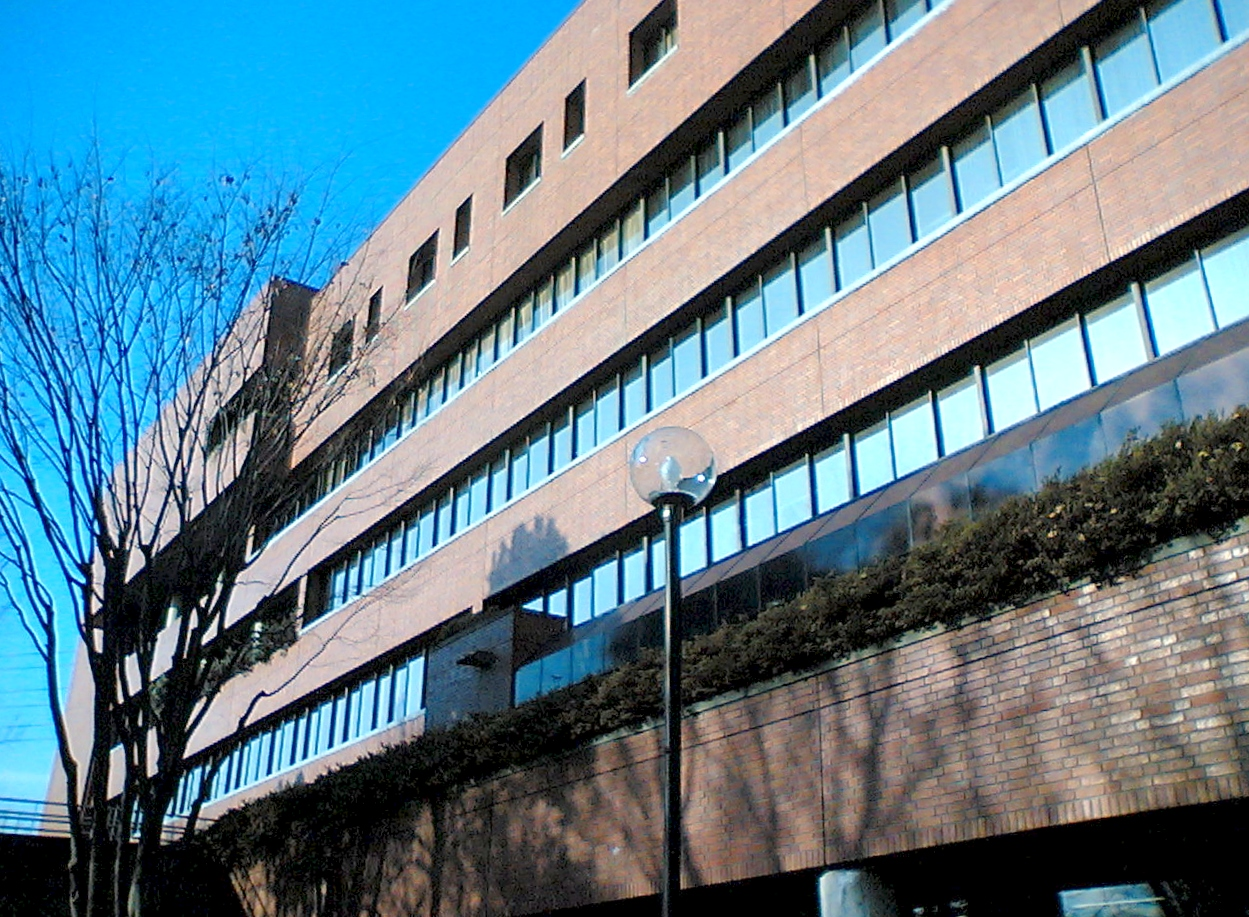

Hino (日野市 Hino-shi?) este un municipiu din Japonia, în centrul zonei metropolitane Tōkyō. În anul 2010, populația orașului a fost estimată la 182,092 persoane, iar densitatea populației de 6,610 pe km². Suprafața acestuia este de aproximativ 27.53 km².

## Geografie

### Plasare și limite
Hino se află aproximativ în centrul Metropolei japoneze Tokyo. Limitele orașului sunt distribuite în trei părți: 
- în vest cu Podișul Hino, care se află la ~100 de metri deasupra nivelului mării
- în sud cu Dealul Tama, care se află la ~150 de metri deasupra nivelului mării
- în est și nord cu aluviunile râului Tama, care se află la ~200 de metri deasupra nivelului mării

### Atracții zonale
Parcul Zoologic din Tama.

### Orașe înfrățite
- Redlands, California, SUA, din februarie 2004

### Municipii învecinate
- Fuchu din Tokyo
- Kunitachi din Tokyo
- Tachikawa din Tokyo
- Akishima din Tokyo
- Hachiōji din Tokyo
- Tama din Tokyo

## Educație

### Universități
- Universitatea Metropolitană Tokyo
- Universitatea Meisei
- Universitatea pentru femei Jissen
- Colegiul de frumusețe Sugino

### Școli
- Școala Hino
- Școala Hinodai
- Școala Minamidaira